# 新富町 (嘉義市)

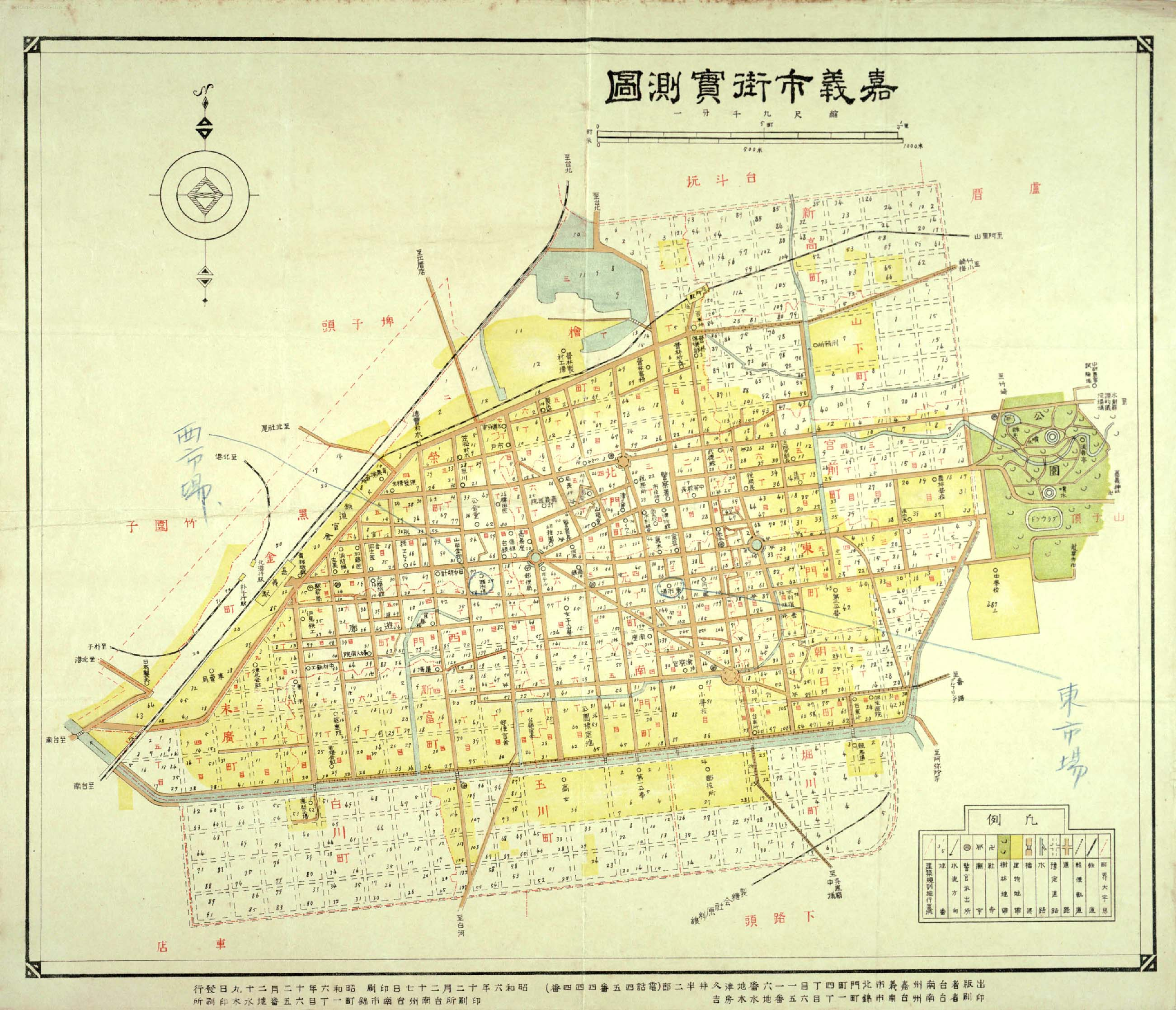
1931年嘉義市街圖

新富町是台南州嘉義市於台灣日治時代1930年至1945年之行政區，由東至左分為8個丁目，大致位在蘭井街、文化路、垂楊路、廣寧街之間的地區，為現今地籍新富段一至八小段之範圍。

## 町內設施
- 一丁目：臺灣銀行宿舍
- 二丁目：郵便局官舍
- 四丁目：嘉義卸市場、臺灣畜產株式會社嘉義牧場
- 七丁目：嘉義慈惠院、臺灣電燈株式會社
- 八丁目：嘉義憲兵分遣隊[1]